# Jonathan Gordon
Jonathan Gordon é um produtor cinematográfico americano. Como reconhecimento, foi nomeado ao Oscar 2014 na categoria de Melhor Filme por American Hustle.